# Candell (Queixàs)
Candell és un antic vilatge, ara deshabitat i abandonat, del terme comunal de Queixàs, a la comarca dels Aspres, o, segons altres autors, del Rosselló, a la Catalunya del Nord.
Està situat en el sector nord-oest del terme comunal al qual pertany, a prop del termenal amb Casafabre, Bula d'Amunt i Prunet i Bellpuig.
La seva església, Sant Ponç de Candell, es troba 300 metres en línia dreta al sud-est del poble, enlairada en el coster del Puig de Mila a uns 20 metres de la localitat.

## Història i etimologia
Candell apareix en un document rossellonès escrit Canetellum l'any 845 (Guiter Phon. Top. 20). És citat el 1009 com a villa Chamedelle (o Canadello en un altre escrit coetani).
Candell ve probablement del llatí vulgar *cannetellum, diminutiu de cannētum, ‘canyar’.
No degué ser mai gaire habitat: al fogatge del 1515 s'hi indiquen 5 focs (o famílies, una trentena de persones). Al segle xviii  Arxivat 2016-03-03 a Wayback Machine. i encara a començaments del XIX  es fa referència a persones nascudes a Candell. Tanmateix, al segle xviii apareix en la denominació de la comuna a la qual pertany, que és anomenada en documents notarials universitats de Caixas Fontcuberta y Candell.